# Венцоне

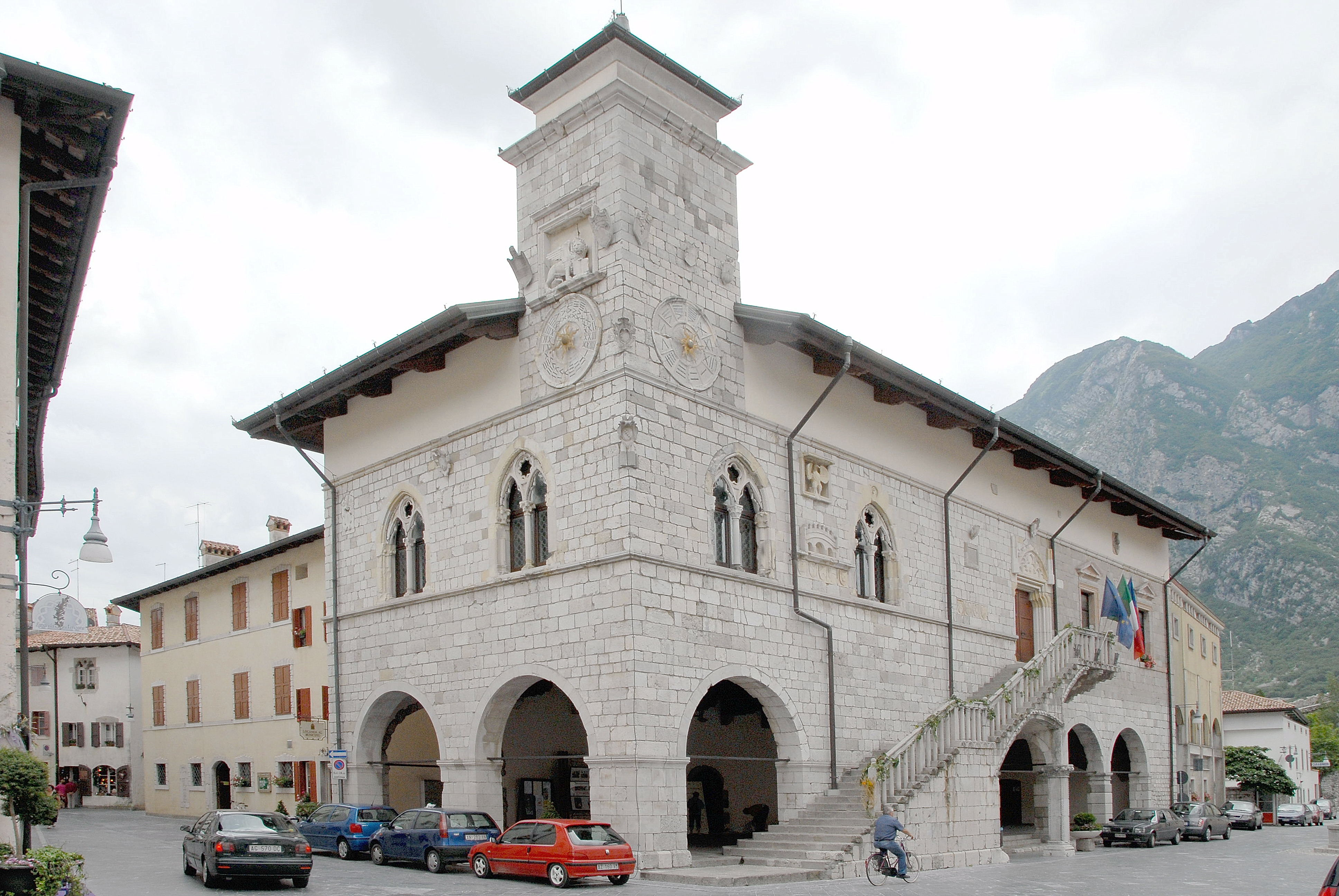
Ратуша

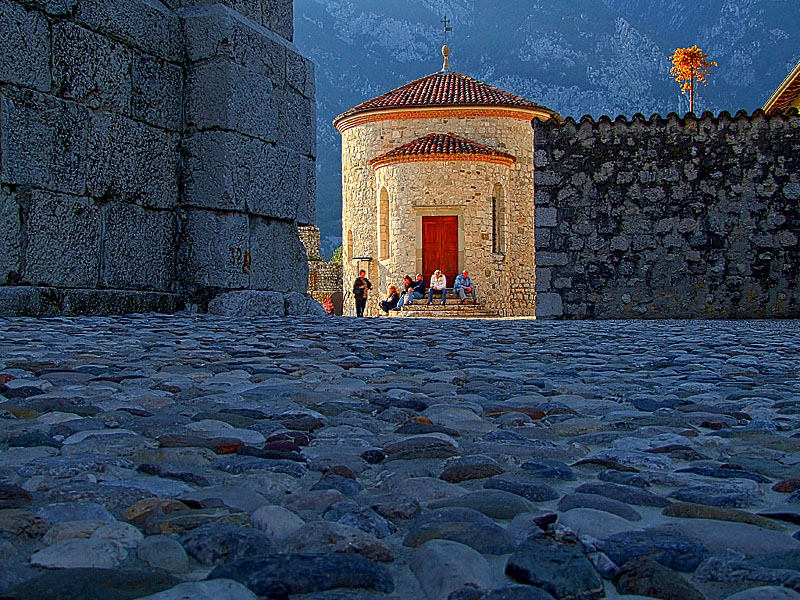
Крестильня

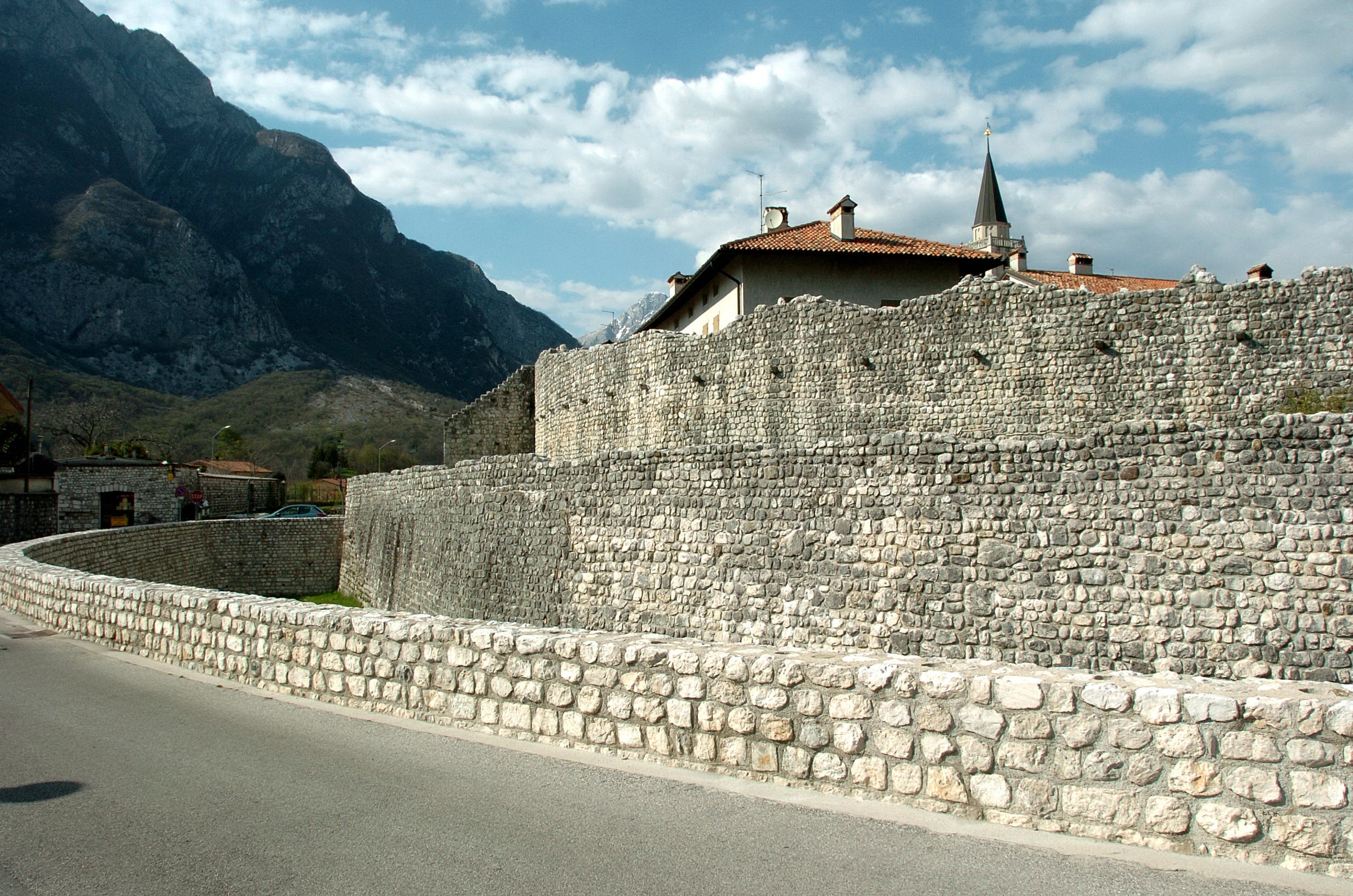
Городская стена

Венцоне (итал. Venzone) — город в итальянском регионе Фриули-Венеция-Джулия провинции Удине.
Покровителем коммуны почитается святой апостол Андрей Первозванный, празднование 30 ноября.